# Nõlva
Nõlva – wieś w Estonii, prowincji Rapla, w gminie Kehtna.